# Jacek Bocheński

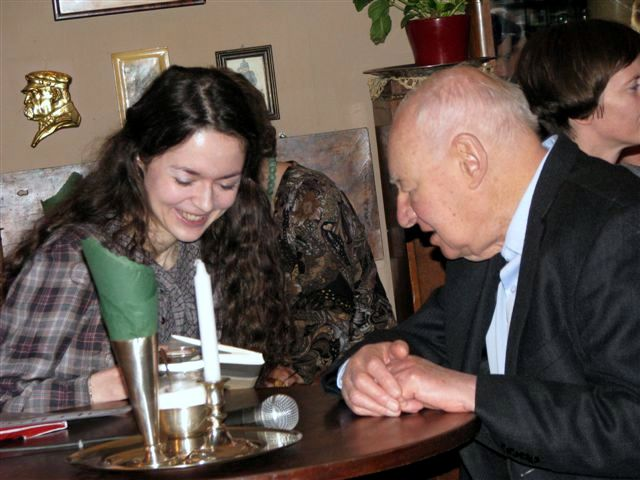
Jacek Bocheński z prof. Katarzyną Marciniak – filolożką klasyczną (Ośrodek Badań nad Tradycją Antyczną na Wydziale Artes Liberales UW); Warszawa, 9 listopada 2010

Jacek Bocheński, ps. „Adam Hosper”, „Teodor Ursyn” (ur. 29 lipca 1926 we Lwowie) – polski pisarz i publicysta, autor m.in. Trylogii rzymskiej (Boski Juliusz, Nazo poeta, Tyberiusz Cezar).
Jego twórczość charakteryzuje częste odwoływanie się do świata antycznego oraz transpozycja tego świata na świat współczesny. Ponadto porusza zagadnienia takie jak: opozycja wobec władzy autorytarnej, miejsce człowieka we współczesnym świecie i w historii.
Zadebiutował wierszem w tygodniku „Odrodzenie”. Działacz opozycji demokratycznej w PRL. W 1976 wraz z Wiktorem Woroszylskim założył podziemne pismo „Zapis”, był redaktorem naczelnym tego pisma w latach 1978–1981. 23 sierpnia 1980 roku dołączył do apelu 64 uczonych, pisarzy i publicystów do władz komunistycznych o podjęcie dialogu ze strajkującymi robotnikami. Był w latach 1988–1990 członkiem Komitetu Obywatelskiego przy Lechu Wałęsie. W 1989 został jednym z założycieli Stowarzyszenia Pisarzy Polskich. W latach 1995–1997 był wiceprezesem, a następnie w latach 1997–1999 prezesem Polskiego PEN Clubu. Organizator Światowego Kongresu PEN w Warszawie w 1999. W latach 1999–2014 pozostawał członkiem Rady Języka Polskiego, w latach 2010–2013 przewodniczącym Rady Stowarzyszenia ZAiKS, od 2014 członek honorowy ZAiKS-u.
Pod pseudonimem Adam Hosper pisał teksty do muzyki rozrywkowej, jest m.in. autorem słów do piosenki Rudy rydz.
Prowadził kilka blogów, które wydał później w postaci książek: „Blog”, „Justyna”, „Ujście”. Publikuje „Zapiski” na stronie „Archiwum autorskie” i na Facebooku.

## Życiorys
Syn pisarza Tadeusza Bocheńskiego i Marii z domu Jankowskiej. Kulturę literacką i upodobanie do antyku odziedziczył po ojcu; jak sam podkreśla: nie czytanie książek było najistotniejszą rzeczą [w domu], tylko fakt, że książki w domu powstawały, gdyż ojciec je właśnie pisał.
Dzieciństwo spędził w Krakowie, następnie w Zakopanem, skąd w 1943 wyjechał i zamieszkał w Chełmie. Pod wpływem poety Kazimierza Andrzeja Jaworskiego, przed wojną redaktora chełmskiej „Kameny”, w roku 1944 pojechał z nim do Lublina na spotkanie przygotowawcze poświęcone organizacji życia literackiego. Tak nawiązał współpracę z redakcją tygodnika „Odrodzenie”, gdzie zadebiutował wierszem.
W 1945 przeprowadził się do Lublina. Zajął się wtedy redakcją i tworzeniem lubelskiego pisma „Światło”. W 1947 wraz ze „Światłem” przeniósł się do Warszawy, gdzie mieszka do dziś. Od 1949 do 1950 studiował w Państwowej Wyższej Szkole Teatralnej w Warszawie. Od 1947 do 1948 należał do Polskiej Partii Robotniczej, a od 1948 do 1966 do Polskiej Zjednoczonej Partii Robotniczej. Usunięty z PZPR za udział w proteście przeciw wydaleniu z partii Leszka Kołakowskiego. Od 1947 do 1949 pracował okresowo w redakcjach pism „Trybuna Wolności” i „Pokolenie”. W 1950 przyjęty do Związku Literatów Polskich, gdzie pełnił potem funkcje m.in. sekretarza i członka Zarządu Głównego. W 1952 Jerzy Andrzejewski, ówcześnie redaktor „Przeglądu Kulturalnego”, przyjął go do pracy w redakcji (w 1958 wystąpił z redakcji). Współpracował z wieloma innymi redakcjami, m.in. z „Nową Kulturą”, a w 1959 roku z „Życiem Warszawy”. W 1957 odbył podróż do Afryki. W 1962, a następnie w 1965 został laureatem honorowych nagród Rozgłośni Polskiej Radia Wolna Europa za najlepszą książkę krajową.
Gdy w 1966 Leszek Kołakowski wygłosił na Uniwersytecie Warszawskim przemówienie krytykujące rządy Władysława Gomułki, skutkiem czego został zawieszony w prawach członka PZPR, Wiktor Woroszylski i Paweł Beylin przygotowali pismo do Biura Politycznego KC z wnioskiem o cofnięcie decyzji partyjnej. Bocheński podpisał się pod listem jako trzeci i – po zebraniu przez trójkę ogółem kilkunastu podpisów – zaniósł pismo do KC. W konsekwencji wszyscy sygnatariusze listu zostali wezwani przed „rodzaj partyjnego sądu” pod przewodnictwem Zenona Kliszki i usunięci z partii. Od tego czasu Bocheński był działaczem opozycji.
W pierwszej połowie lat siedemdziesiątych odbył dwie podróże do Włoch (1970 i 1973–1974). Podczas tych podróży spotykał się z Gustawem Herlingiem-Grudzińskim, który w 1970 roku polecił mu pokój do wynajęcia pod Monte Tiberio na Capri, gdzie Bocheński spędził dwa tygodnie, gromadząc materiał do trzeciego tomu Trylogii, Tyberiusz Cezar.
W latach 1972–1973 i w 1981 przebywał w Berlinie Zachodnim na zaproszenie jury programu Artyści w Berlinie.
W styczniu 1976 roku podpisał list protestacyjny do Komisji Nadzwyczajnej Sejmu PRL przeciwko zmianom w Konstytucji Polskiej Rzeczypospolitej Ludowej. Należał do Towarzystwa Kursów Naukowych (1978–1981). W grudniu 1981 był internowany, osadzony początkowo w więzieniu w Białołęce, następnie w ośrodku w Jaworzu i po tygodniu zwolniony. W stanie wojennym współpracował z Martą Fik w utworzonym z jej inicjatywy i pod jej naczelną redakcją „Nowym Zapisie”, skromniejszej objętościowo kontynuacji dawnego „Zapisu”. Współpracował również z wieloma pismami podziemnymi (m.in. „Tygodnikiem Mazowsze”). W 1985 udzielił Jackowi Trznadlowi wywiadu do Hańby domowej.

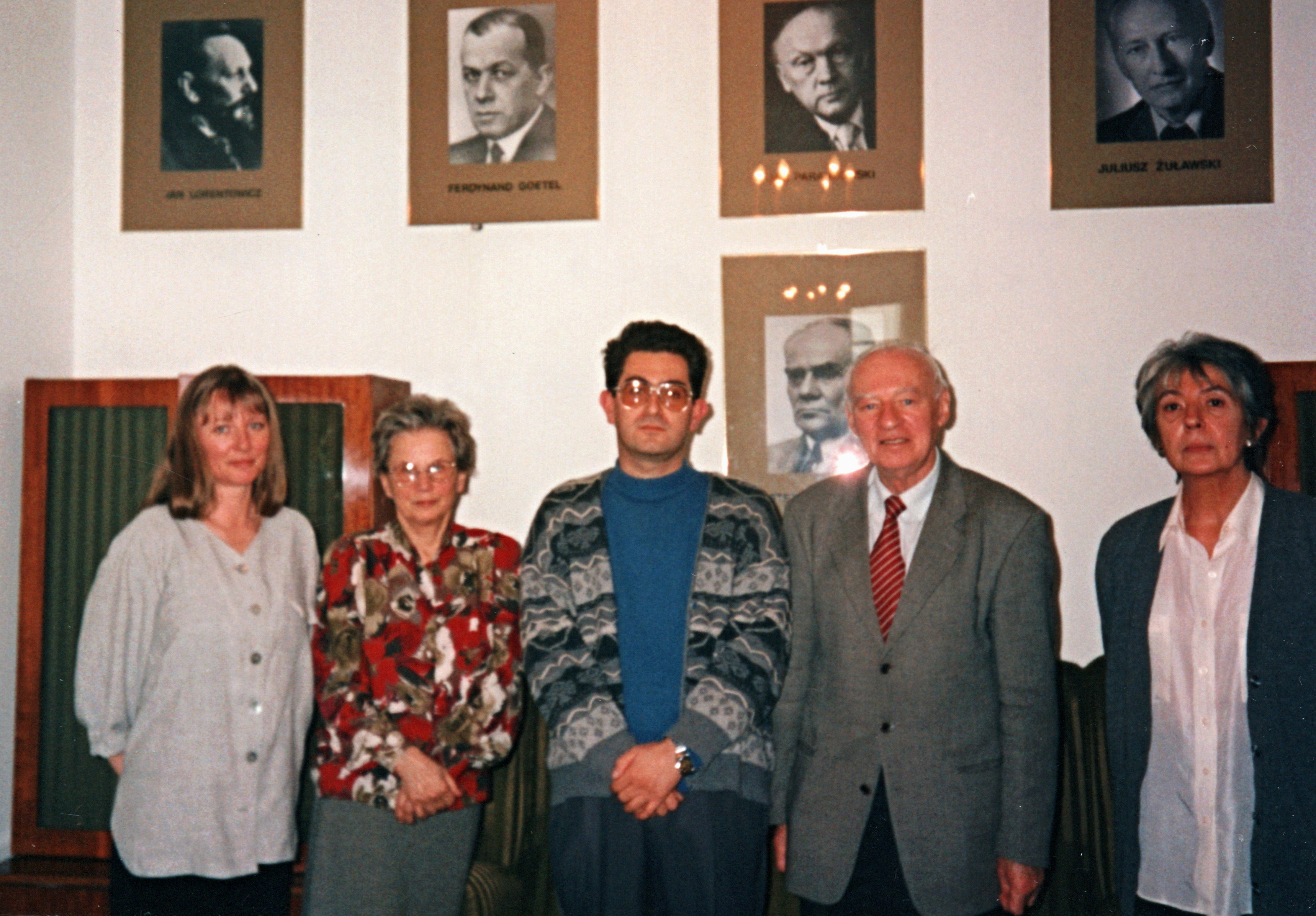
Jacek Bocheński jako prezes Polskiego PEN Clubu z irańskim poetą i polskoznawcą Alirezą Doulatszahim i pracownicami Klubu; Warszawa, 16 kwietnia 1998

Jest członkiem Stowarzyszenia Pisarzy Polskich i Stowarzyszenia Pracowników, Współpracowników i Przyjaciół Rozgłośni Polskiej Radia Wolna Europa Imienia Jana Nowaka-Jeziorańskiego w Warszawie.

## Cenzura komunistyczna
Nazwisko Jacka Bocheńskiego znalazło się na specjalnej liście, na której umieszczono autorów pod szczególnym nadzorem peerelowskiej cenzury. Tomasz Strzyżewski w swojej książce o cenzurze w PRL publikuje poufną instrukcję cenzorską z 21 lutego 1976 Głównego Urzędu Kontroli Prasy, Publikacji i Widowisk, dotyczącą osób, które się na liście znalazły, oraz następujące wytyczne: Wszystkie własne publikacje autorów z poniższej listy zgłaszane przez prasę i wydawnictwa książkowe oraz wszystkie przypadki wymieniania ich nazwisk należy sygnalizować kierownictwu Urzędu, w porozumieniu z którym może jedynie nastąpić zwolnienie tych materiałów. Zapis nie dotyczy radia i TV, których kierownictwo we własnym zakresie zapewnia przestrzeganie tych zasad. Treść niniejszego zapisu przeznaczona jest wyłącznie do wiadomości cenzorów.

## Ordery i nagrody

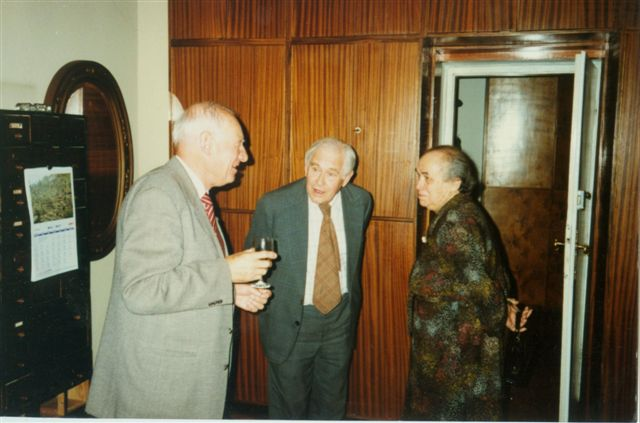
Jacek Bocheński, Ryszard Matuszewski, Irena Szymańska; Polski PEN-Club, Warszawa 1997

- Krzyż Wielki Orderu Odrodzenia Polski (2 listopada 2013)[20][21]
- Krzyż Komandorski Orderu Odrodzenia Polski (15 stycznia 1997)[22][23]

- Krzyż Kawalerski Orderu Odrodzenia Polski (15 lipca 1954)[24]
- Medal 10-lecia Polski Ludowej (11 stycznia 1955)[25]
- Złoty Medal „Zasłużony Kulturze Gloria Artis” (9 lipca 2008)[26]
- Odznaka Zasłużony dla Warszawy (2006)
- Odznaka ZAiKS-u (2008)[27]

## Nagrody i wyróżnienia
- Nagrody honorowe Radia Wolna Europa za najlepszą książkę krajową (Boski Juliusz – 1962 i Tabu – 1965)
- Nagroda kulturalna „Solidarności” za książkę Stan po zapaści (1987)
- Nagroda Ministra Kultury (2004)
- Nagroda Warszawskiej Premiery Literackiej za Kaprysy starszego pana (maj 2004)
- Nagroda Polskiego PEN Clubu im. Jana Parandowskiego (2006)[28]
- Nagroda specjalna ZAiKS-u (2012, 2014)[3]
- nominacja do Nagrody Literackiej Nike za Antyk po antyku (2011)[29]
- Honorowa Nagroda Warszawskich Targów Książki Ikar (2015)
- Nagroda Warszawskiej Premiery Literackiej za Blog (grudzień 2016)
- Nagroda im. Cypriana Kamila Norwida „Dzieło życia” (2017)
- tytuł Wielkiego Ambasadora Polszczyzny (listopad 2017)[30]
- Nagroda 100-lecia ZAiKS-u (kwiecień 2018)[3]

## Twórczość
- Fiołki przynoszą nieszczęście (opowiadania; Spółdzielnia Wydawnicza „Czytelnik”, 1949)
- Die polnische Literatur im Kampf um den Fortschritt (odczyt; Verlag Blick nach Polen, Berlin 1956)
- Z życia Niemieckiej Republiki Demokratycznej (Dlaczego za Odrą mamy przyjaciół) (reportaż; Ludowa Spółdzielnia Wydawnicza, 1951)
- Zgodnie z prawem (opowiadania; Spółdzielnia Wydawnicza „Czytelnik”, 1952, 1953, 1954 – 2 wydania)
- Podróż i szczypta filozofii (reportaż; Państwowy Instytut Wydawniczy, 1956)
- Fakty i zwierzenia (felietony; Spółdzielnia Wydawnicza „Czytelnik”, 1957)
- Pożegnanie z panną Syngilu (powieść; Państwowe Wydawnictwo Iskry, 1960; Spółdzielnia Wydawnicza „Czytelnik”, 1963)
- Boski Juliusz (powieść o Juliuszu Cezarze; Spółdzielnia Wydawnicza „Czytelnik”, 1961, 1962, 1966, 1972, 1975; PIW 1991, 1997; Świat Książki 2006, 2009)
- Tabu (powieść; Spółdzielnia Wydawnicza „Czytelnik” 1965, 1971; NOWA, 1992)
- Retro (opowiadania, Verba, 1990)
- Nazo poeta (powieść o Owidiuszu; Spółdzielnia Wydawnicza „Czytelnik”, 1969, 1974; 1999, Świat Książki, 2009)
- Krwawe specjały włoskie (eseje; Spółdzielnia Wydawnicza „Czytelnik”, 1982; Agora S.A., 2009)
- Sąd Parysa (komiks; Sport i Turystyka, 1986).
- Stan po zapaści (powieść o stanie wojennym w Polsce; II obieg wydawniczy – NOWA, 1987; Aneks, Londyn 1988, Bellona, 2009)
- Atalanta najlepsza biegaczka świata (komiks; oprac. graficzne Z. Byczek; Sport i Turystyka, 1991)
- Kaprysy starszego pana (eseje; Wydawnictwo Literackie, 2004)
- Trzynaście ćwiczeń europejskich (eseje; Świat Książki, 2005)
- Tyberiusz Cezar (powieść, Świat Książki, 2009)
- Antyk po antyku (Świat Książki, 2010, 2014)
- Wtedy – rozmowy z Jackiem Bocheńskim (Świat Książki, 2011).
- Zapamiętani (wspomnienia; W.A.B., 2013)
- Blog (Agora S.A., 2016)
- Justyna. Blog drugi (Agora S.A., 2018)
- Ujście. Blog trzeci (Agora S.A., 2021)
- Zapiski niedopisane (Stowarzyszenie Żywych Poetów, 2023) ISBN 978-83-61381-37-2.